# Eboli
Eboli és un municipi italià situat a la regió de Campània i la província de Salern. L'any 2018 tenia 40.058 habitants.